# قتاد أمانوسي
القَتَاد الأمانوسي (باللاتينية: Astragalus amanus) نوع نباتي عشبي من جنس القتاد.

## البيئة والانتشار
موطنه بلاد الشام حيث ينتشر في جبال الأمانوس فوق منطقة ممر بيلان في لواء اسكندرون.